# La Primavera (Bouguereau)
La Primavera (en francés: Le Printemps), también conocida como El Regreso de la Primavera, es una de las obras más conocidas de William-Adolphe Bouguereau; fue realizada en 1886 y es una representación de una ninfa al inicio de la primavera, actualmente se encuentra en exhibición en el Museo de Arte Joslyn en Omaha, Nebraska. En dos ocasiones, en 1890 y en 1976, la pintura fue atacada físicamente en ambos casos porque el agresor se sintió ofendido por su desnudez abiertamente sensual. Los daños fueron mínimos.

## Descripción de la obra
La ninfa que aparece como figura central del cuadro es rodeada por nueve amorcillos en un entorno casi primaveral que parecen estar despertando del sueño invernal. Esto se nota en los tres amorcillos en la zona inferior del cuadro, otros tres vuelan desperezándose, y otros tres ya interactúan con la ninfa pues dos recogen su cabello mientras otro la mira fijamente. La ninfa parece ser que de la primera impresión se vio sorprendida pues recoge sus brazos sobre el pecho pero después pasa a ser parte de la situación pues lo refleja en su mirada.

## En el cine
Una réplica del cuadro aparece en la escena del salón de baile en la casa de los Beaufort en la película de 1993 La edad de la inocencia, aunque se trata de un anacronismo ya que la historia se sitúa en la década de 1870, antes de que la pintura fuera creada.